# Saburō Kurusu
Saburō Kurusu (来栖 三郎, Kurusu Saburō), né le 6 mars 1886 à Yokohama et mort le 7 avril 1954, est un diplomate japonais.
Il est notable comme l'envoyé qui négociait la paix avec les États-Unis tandis que l’armée nipponne envisageait  l'attaque de Pearl Harbor, mais également comme l'ambassadeur du Japon en Allemagne de 1939 à 1941 où il a signé le pacte tripartite en 1940.